# Estoril
Estoril er en by i det vestlige Portugal. Byen ligger ved Atlanterhavets kyst og er en kendt badeby og feriedestination med strande, luksushoteller og kasino.
Estoril ligger på Costa do Estoril ca. 25 kilometer vest for Portugals hovedstad Lissabon. Byen har et indbyggertal på 26.399 (2011) indbyggere. Den var tidligere en selvstændig kommune men indgår nu i Cascais Kommune, der ligger i distriktet Lissabon. Estoril betjenes af Comboios de Portugal (Portugals statsbaner), og er beliggende på strækningen mellem Lissabon og Cascais.